# Élections législatives eswatiniennes de 2023
Les élections législatives eswatiniennes de 2023 se déroulent le 29 septembre 2023 afin de renouveler les membres de l'Assemblée de l'Eswatini.
L'ensemble des élus sont indépendants et présélectionnés par les chefs traditionnels, les partis politiques étant interdits dans le contexte d'une monarchie absolue. Russell Dlamini succède à Cleopas Dlamini au poste de Premier ministre.

## Contexte

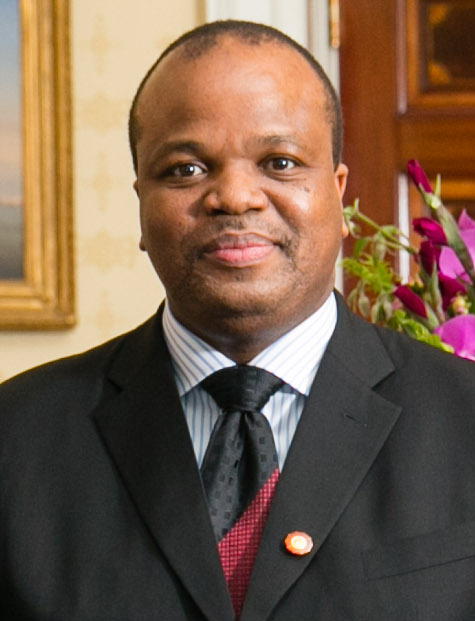
Mswati III, monarque absolu

L'Eswatini est l'une des dernières monarchies absolues au monde. Depuis 1973, les partis politiques ne sont pas autorisés à prendre part aux élections. De plus, si le vote a lieu au scrutin universel direct et libre, les électeurs ne participent en fait qu'au deuxième tour du scrutin. Une présélection des candidats est en effet opérée dans les conseils locaux des chefferies. Chacune d'elles retient les noms de trois candidats, qui se présentent alors devant les électeurs. En pratique, les candidats sont sélectionnés par les chefs traditionnels loyaux envers le roi Mswati III,,. Le Parlement n'a que très peu de contrôle sur le gouvernement. Le Premier ministre et ses ministres sont nommés par le roi, sans consulter le corps législatif. La Constitution permet en principe au Parlement d'émettre une motion de censure à l'encontre du gouvernement, mais cette disposition n'est pas respectée dans la pratique. Le roi peut dissoudre le Parlement à sa guise, et appliquer son veto à toute loi adoptée par les législateurs.
Les élections législatives de 2018, qualifiées de « farce » par l'opposition dont une partie boycotte le scrutin, voient à nouveau participer des candidats strictement sans étiquette, les partis en étant exclus. L'ultime tour de scrutin, ou élection secondaire, est entachée d'accusations d'achat de votes, et de fraude électorale, tandis que plusieurs incidents remettent en cause le bon déroulement du vote, provoquant des émeutes localisées. Plusieurs journalistes et observateurs indépendants se voient refuser l'entrée des bureaux de vote, les autorités exigeant d'eux la signature de déclaration de silence.
Une crise politique éclate à partir de 2021, lorsqu'une manifestation pacifique pour la démocratisation violemment réprimée évolue en une série de manifestation anti-régime émaillées de violence croissantes entre manifestants et forces de l'ordre,. C'est dans ce contexte qu'intervient l'assassinat fin janvier 2023 de l'avocat et activiste de l'opposition Thulani Masek, qui militait de longue date pour des réformes démocratiques et la défense des droits humains. Il est tué par balle à son domicile quelques heures après un discours de Mswati III devant sa garde personnelle dans lequel celui ci les assurent que des mercenaires vont « s'occuper » des personnes appelant à des réformes démocratiques, qu'il accuse d'être à l'origine de l'instabilité dans le pays.
Le 31 juillet 2023, Nomalungelo Simelane-Zwide est élue députée avec 53 % des voix lors d'une élection partielle organisée à Siphofaneni. Elle remporte ainsi le siège laissé vacant de son mari Mduduzi Gawuzela Simelane, député et militant pro-démocratie contraint à l'exil en Afrique du Sud après les manifestations de 2021. Cette victoire est perçue comme une démonstration du soutien dont bénéficie le camp démocratique moins de deux mois avant le scrutin national,.

## Mode de scrutin
L'Assemblée est la chambre basse du parlement bicaméral de l'Eswatini. Elle est composée d'un maximum de 76 sièges dont, en 2023, 59 pourvus pour cinq ans au scrutin uninominal majoritaire à un tour dans des circonscriptions correspondant aux communautés tribales, les tinkhundla. Dans chacune d'elles, les électeurs choisissent parmi trois candidats présélectionnés par les chefs traditionnels. Le roi — actuellement Mswati III — nomme un maximum de dix membres à sa discrétion, dont la moitié d'entre eux doivent être des femmes. Enfin le procureur général du pays en est membre ex officio ainsi que le président de l'Assemblée, si ce dernier n'a pas été élu parmi les parlementaires. Les circonscriptions électorales sont réparties comme suit : 14 dans le district de Hhohho, 11 dans celui de Lubombo, 16 dans celui de Manzini et 14 dans celui de Shiselweni.
La présélection des candidats est opérée le 26 août dans les conseils locaux des chefferies, qui retiennent chacune les noms de trois candidats en lice dans chaque circonscription.

## Résultats
|                          |                          |                   |                   |        |               |  |  |  |  |
| Candidats                | Candidats                | Votes             | %                 | Sièges | +/-           |  |  |  |  |
|                          | Indépendants             |                   | 100               | 59     | en stagnation |  |  |  |  |
|                          | Membres nommés           | Membres nommés    | Membres nommés    | 10     | 4             |  |  |  |  |
|                          | Procureur général        | Procureur général | Procureur général | 1      | 1             |  |  |  |  |
|                          |                          |                   |                   |        |               |  |  |  |  |
| Votes valides            |                          |                   |                   |        |               |  |  |  |  |
| Votes blancs et nuls     |                          |                   |                   |        |               |  |  |  |  |
| Total                    | Total                    |                   | 100               | 70     | 5             |  |  |  |  |
| Abstention               |                          |                   |                   |        |               |  |  |  |  |
| Inscrits / participation | Inscrits / participation | 584 710           |                   |        |               |  |  |  |  |

## Conséquences
Le scrutin se déroule dans le calme, bien que sujet à des appels au boycott lancés par l'opposition. L'élection par la population des 59 membres préalablement choisis par les chefs traditionnels est suivie de la nomination par le roi de dix membres supplémentaires, pour la plupart issus de la famille royale, auquel s'ajoute de droit le procureur général, celui-ci n'ayant été ni élu ni nommé. Les membres de la nouvelle Assemblée élisent courant octobre 10 des 30 membres du Sénat au cours d'un scrutin indirect controversé, plusieurs sénateurs étant accusés d'avoir acheté leur siège en corrompant les députés, sans que les plaintes ne soient suivies d'effets par les autorités. Les 20 sénateurs restants sont nommés par le roi Mswati III le 5 novembre, finalisant ainsi le renouvellement du Parlement.
Après l'intérim assurée par Mgwagwa Gamedze à partir de la dissolution de l'assemblée le 28 septembre pour la durée de la période électorale, Mswati III nomme Russell Dlamini au poste de Premier ministre le 6 novembre. Le roi poursuit ainsi la tradition qui le voit changer de Premier ministre à chaque renouvellement parlementaire. Les ministres sont par la suite nommés par le roi sur les conseils du Premier ministre.